# Genesis (2012)
Cet article concerne l'édition 2012 du pay-per-view Genesis. Pour toutes les autres éditions, voir TNA Genesis.
L'édition 2012 de Genesis est une manifestation de catch professionnel télédiffusée et visible uniquement en paiement à la séance. L'événement, produit par la Total Nonstop Action Wrestling, a eu lieu le 8 janvier 2012 au IMPACT! Zone, à Orlando (Floride) aux États-Unis. Il s'agit de la septième édition de Genesis. Jeff Hardy est en vedette de l'affiche promotionnelle (officielle).

## Contexte
Les spectacles de la Total Nonstop Action Wrestling en paiement à la séance sont constitués de matchs aux résultats prédéterminés par les scénaristes de la TNA. Ces rencontres sont justifiées par des storylines - une rivalité avec un catcheur, la plupart du temps - ou par des qualifications survenues dans les émissions de la TNA telles que Impact Wrestling et Xplosion. Tous les catcheurs possèdent un gimmick, c'est-à-dire qu'ils incarnent un personnage face (gentil) ou heel (méchant), qui évolue au fil des rencontres. Un pay-per-view comme Genesis est donc un évènement tournant pour les différentes storylines en cours.

### Bobby Roode contre Jeff Hardy
Après avoir battu une première fois Jeff Jarrett, Jeff Hardy se retrouve dans un match contre Jeff Jarrett à Final Resolution. S'il gagne, il est challenger n'1 au Titre World Heavyweight Champion de Bobby Roode (qui entre-temps s'est défait de AJ Styles), s'il perd, il est viré de la TNA! Heureusement, Hardy gagne et devient challenger n'1 au titre de Bobby Roode. A Impact!, Hardy et Abyss battent Roode et Bully Ray: Jeff choisit d'affronter Roode à Genesis.

## Tableau des matchs
| # | Match                                                     | Stipulation                                                         | Temps |
| - | --------------------------------------------------------- | ------------------------------------------------------------------- | ----- |
| 1 | Austin Aries (c) bat Kid Kash, Jesse Sorensen et Zema Ion | Fatal Four Way match pour le Championnat de la Division X de la TNA | 9:50  |
| 2 | Devon bat D'Angelo Dinero                                 | Match simple                                                        | 10:19 |
| 3 | Gunner (avec Ric Flair) bat Rob Van Dam                   | Match simple                                                        | 6:51  |
| 4 | Gail Kim (c) bat Mickie James par DQ                      | Match simple pour le Championnat Féminin des Knockout de la TNA     | 6:19  |
| 5 | Abyss bat Bully Ray                                       | Monster's Ball match                                                | 15:28 |
| 6 | Crimson et Matt Morgan (c) battent Samoa Joe et Magnus    | Match par équipe pour le Championnat du monde par équipe de la TNA  | 9:22  |
| 7 | Kurt Angle bat James Storm                                | Match simple                                                        | 13:40 |
| 8 | Jeff Hardy bat Bobby Roode (c) par DQ                     | Match simple pour le Championnat du monde Poids-Lourd de la TNA.    | 19:38 |